# Фиат 124 Спайдър
„Фиат 124 Спайдър“ (Fiat 124 Spider) е модел спортни автомобили (сегмент S) на италианската компания „Фиат“, произвеждан от 2016 до 2020 година.
Базиран на четвъртото поколение на популярния роудстър „Мазда MX-5“ и се произвежда заедно с него в завода на „Мазда“ в Хирошима, Япония.
Версия на модела с подобрено поведение се продава под марката „Абарт 124 Спайдър“ (Abarth 124 Spider).